# Eichenzell
Eichenzell è un comune tedesco di 11 277 abitanti,, situato nel land dell'Assia.
Centro confinante con la storica città di Fulda e famoso per avere un bel castello barocco (Schloss Fasanerie) già dei Principi-vescovi della diocesi di Fulda (già Abbazia imperiale) che ne furono feudatari per mille anni (prima come abati e poi come vescovi), passato (dopo la mediatizzazione) agli Elettori d'Assia nell'Ottocento e ancora di proprietà degli eredi (visitabile fin dal 1951, ospita un museo della famiglia dal 1972).